# 海田市站
海田市站（日语：／ Kaitaichi eki */?）是位於廣島縣安藝郡海田町新町，西日本旅客鐵道（JR西日本）山陽本線和吳線的車站。車站位於廣島城市網絡內。

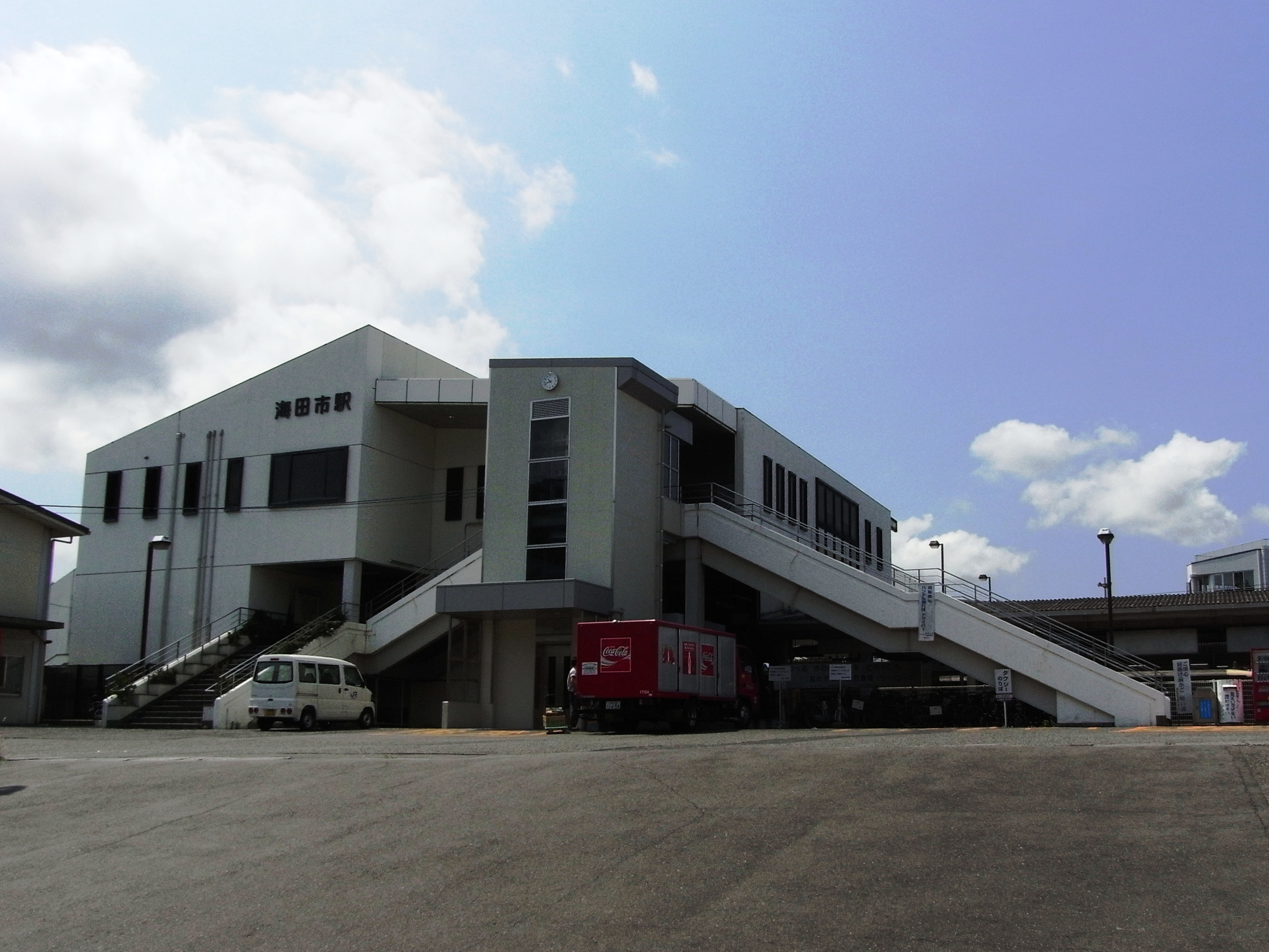
北口(2008年7月)

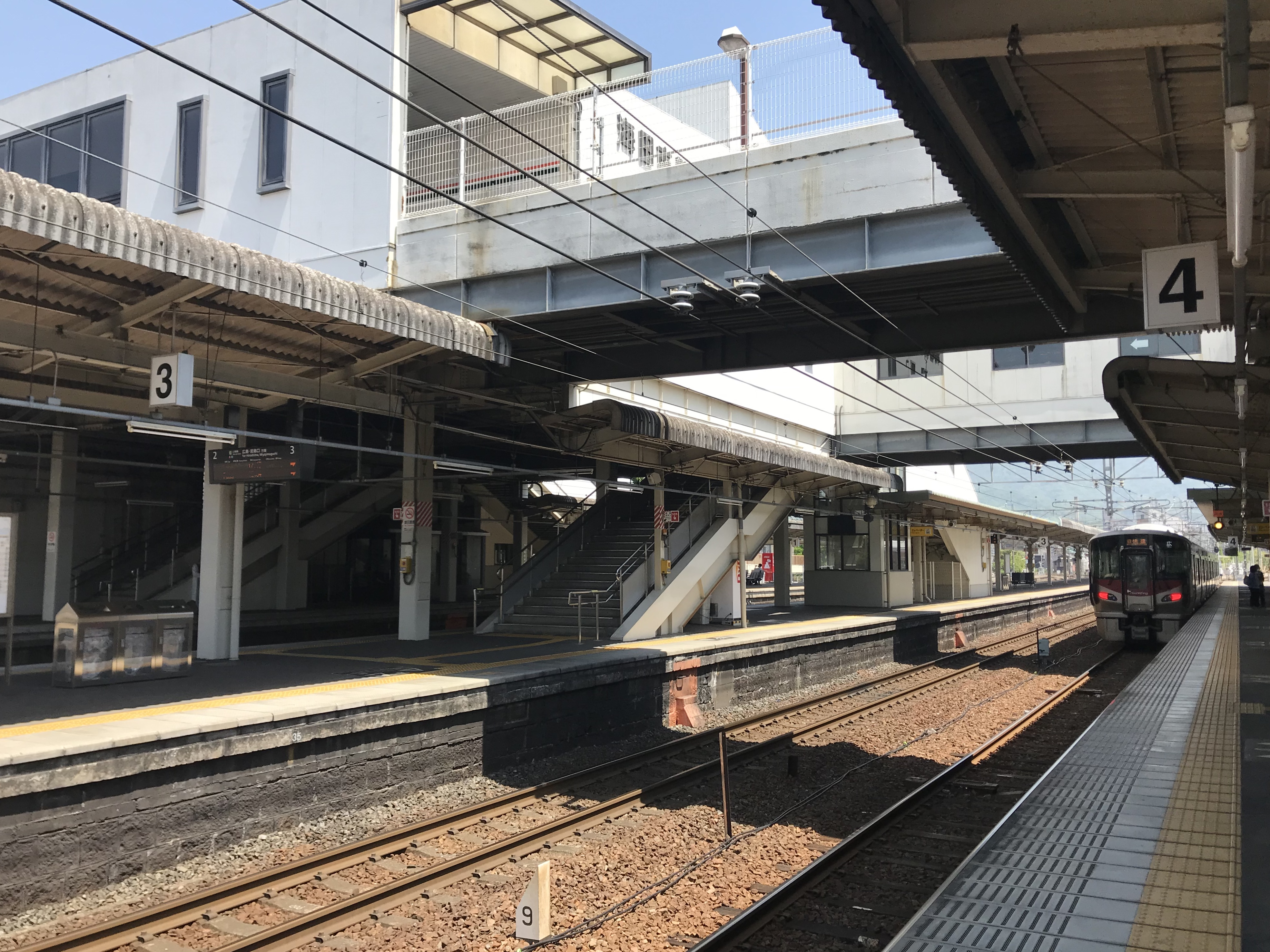
月台(2018年4月)

## 概要
此站是山陽本線的所屬線。並與吳線構成2路線的轉乘站。吳線在路線名稱上為終點站，在運輸系統上所有列車均經山陽本線前往廣島站或以西車站。
雖然車站名為海田市站，但是此站曾經位於安藝郡海田市町。隨後在1956年（昭和31年）與鄰接的東海田町（前奧海田村）合併成為海田町，但是車站沒有因此再改名。

### 實現快速列車停車站
在國鐵時代，部分長距離急行列車會停此站。在山陽新幹線開通後，在優等列車中，只有定期快速電車停站。隨後在引入廣島市電車起，普通列車大幅增班，快速列車減少班次，因此沒有快速列車停站。
在JR成立後於1991年（平成3年）3月16日起，山陽本線開設快速列車。在1996年（平成8年）3月16日，吳線也開設快速列車。但是均不停此站。隨後在2007年（平成19年）3月18日起，於早上黃昏設有2往返班次，山陽本線的快速「通勤快車」開始停站。在2010年（平成22年）3月13日起，所有列車均停站。隨後，在2012年（平成24年）3月17日起，山陽本線快速「通勤快車」只於平日早上運行，而吳線的快速「安藝路快車」於天神川站通過，於此站停站。在2016年（平成28年）3月26日，於6年後快速「城市快車」再次復活，該列車曾經通過此站，現時在停車站。現時，除了吳線的快速「通勤快車」通過後，所有列車均停站。

## 歷史
此站在1894年（明治27年）啟用，當時只有山陽鐵道。隨後在1903年（明治36年），來往海田市至吳之間的吳線開業。使成為山陽本線與吳線在西邊的分支車站。在戰時，此站為一個重要車站，以運送物資從廣島至於吳市的軍港。在投下原子彈後，大批倖存者避難至海田市站。當時海田市站以西均不能通行，成為從廣島東邊重要車站。
- 1894年（明治27年）6月10日 - 山陽鐵道糸崎站至廣島站之間開通，此站啟用。為旅客、貨運車站。
- 1903年（明治36年）12月27日 - 官設鐵道此站至吳站之間開通。
- 1906年（明治39年）12月1日 - 山陽鐵道國有化（日语：鉄道国有法），成為官設鐵道車站。
- 1909年（明治42年）10月12日 - 制定路線名稱，前山陽鐵道成為山陽本線車站。吳站方向為吳線。
- 1944年（昭和19年）2月1日 - 廣島站與此站之間成為四線鐵路。
- 1984年（昭和59年）1月1日 - 終止貨物起卸業務。車站南邊設有棚車的貨物月台。
- 1986年（昭和61年）
  - 4月 - 綠色窗口開始營業[3]。
  - 12月1日 - 跨站式站房開始使用。
- 1987年（昭和62年）4月1日 - 伴隨國鐵分割民營化，車站由西日本旅客鐵道（JR西日本）營運。
- 1991年（平成3年）3月16日 - 實施時間表修正，山陽本線快速列車復活，但是通過此站。
- 1996年（平成8年）3月16日 - 實施時間表修正，吳線快速列車復活，但是通過此站。
- 2007年（平成19年）
  - 3月18日 - 實施時間表修正，部分山陽本線的快速「通勤快車」班次停站。為在JR成立以來，首班定期快速列車停站列車。
  - 5月18日 - 引入自動閘機（日语：自動改札機）。
  - 9月1日 - 此站可以使用ICOCA。
- 2010年（平成22年）
  - 3月1日 - 無障礙化工程完成[4]。
  - 3月13日 - 實施時間表修正，所有山陽本線的快速「通勤快車」班次停站。
- 2012年（平成24年）
  - 3月 - 成為吳線的快速「安藝路快車」停車站，同時於吳線月台上設置確認鏡。
  - 3月17日 - 實施時間表修正，所有吳線的快速「安藝路快車」停車站。
- 2014年（平成26年）3月15日 - 實施時間表修正，部分山陽本線下行列車使用2號月台[注 1]。
- 2016年（平成28年）3月26日 - 實施時間表修正，快速「城市快車」在6年後重開，但這次成為了停車站となる[注 2]。
- 2018年（平成30年）
  - 7月6日 - 發生2018年7月西日本豪雨使車站暫停服務。
  - 7月9日 - 山陽線此站至岩國站之間重開[5]。列車使用2號月台折返。
  - 8月2日 - 吳線坂站至此站重開[6][7]。
  - 8月18日 - 山陽線瀨野站至此站之間重開[8]。
- 2019年（令和元年）
  - 11月19日 - 時任站長，在福知山線出軌事故追悼設施中途拍攝並在相片中書寫（無仁義之戰），隨後張則在此站的事務室內[9]。在11月22日，站長被JR西日本解除職位。來島達夫社長與北野真廣島分社社長對於該員工實行撒回功積的處分[10]。

## 未來工程
- 2027年（令和9年） - 海田市站到向洋站高架化工程預訂[11]。
- 2036年（令和18年） - 海田市站到向洋站高架化工程完工[11]。

## 車站構造
本站是地面車站，設有1面1線的單式月台與2面4線的島式月台，共設有3面5線的混合式月台。於山邊3線為山陽本線月台，於海邊2線為吳線的月台。1號月台西邊，在冬季時有一棵寒櫻，在每年春季於廣島地方的電視與報紙中會介紹此站的櫻花盛開情況。
此站是直營車站，為西條站（管理車站）旗下地區車站，設有地區站長。另外，此站位於JR特定都區市內制度中，「廣島市內」的車站（但是車站與鄰站向洋站不是位於廣島市內）。車站可以使用ICOCA與其互相可以使用的IC卡。車站印章是「山陽本線與吳線的分支車站」。在吳線中，除了快速「安藝路快車」，所有均為一人控制班次。在吳線月台上設有確認用的倒後鏡。

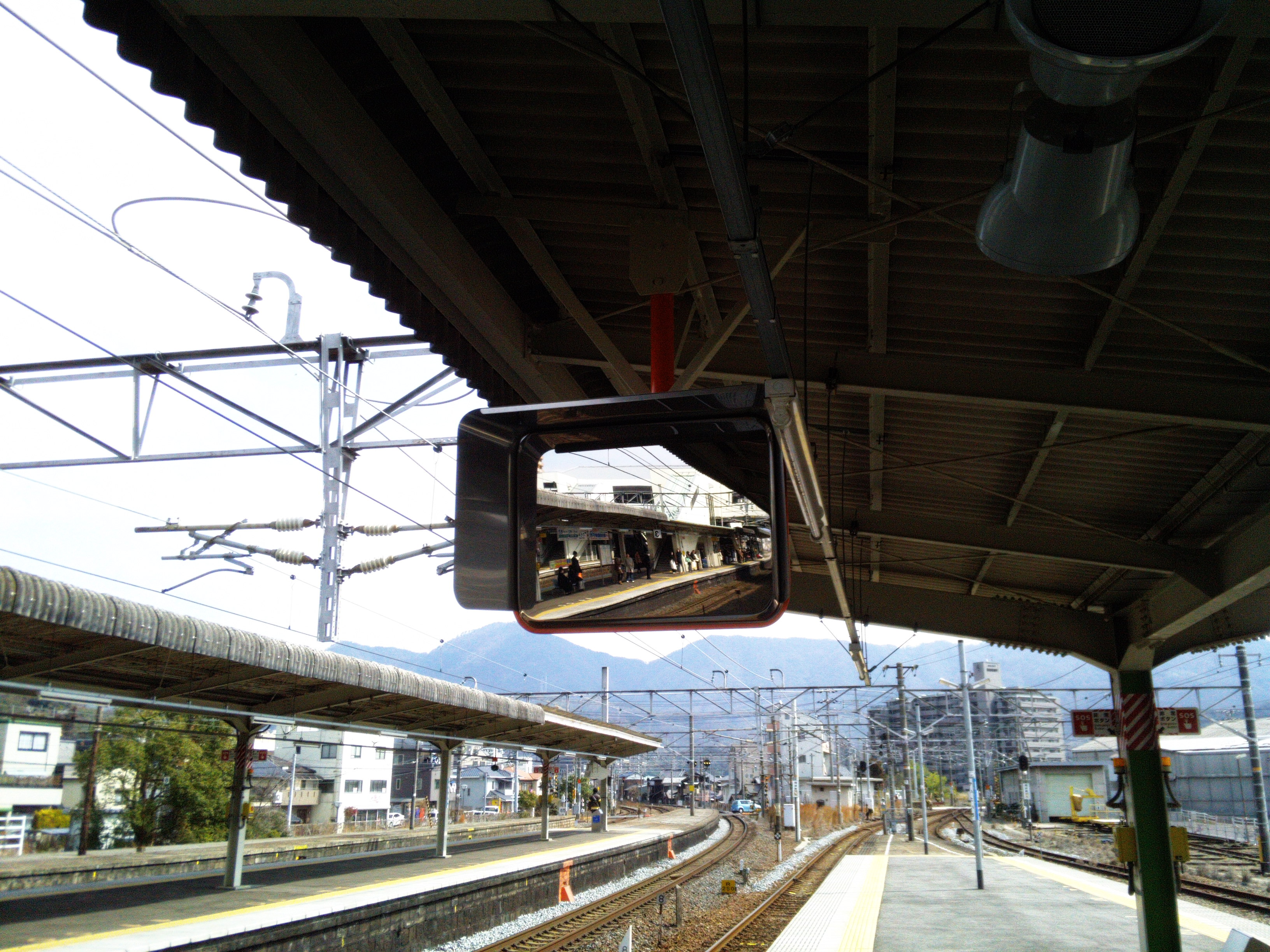
一人控制確認用的倒後鏡（2012年3月3日）

此站至廣島貨物總站之間為四線鐵路，外側2線為旅客列車，內側2線為貨運列車使用。只限下行列車，山陽本線西條方向的旅客線列車會與吳線或貨物線的列車設有平面交錯。

### 車站大樓概要
現時的車站大樓，曾經是西日本中已知最古老的建築物，在明治36年（1903年）建成，另外隨後加建跨站式站房（1986年12月完成）。2009年，開始建設無障礙設施，當中包括提高月台高度，在月台與車站大樓，車站大樓與車站出口之間建設升降機。

### 月台
| 月台 | 路線     | 上下行 | 方向                   | 備註                                                       |
| ---- | -------- | ------ | ---------------------- | ---------------------------------------------------------- |
| 1    | 山陽本線 | 上行   | 瀨野、西條、三原方向   |                                                            |
| 2、3 | 山陽本線 | 下行   | 廣島、宮島口、岩國方向 | 從山陽本線西條方向的列車使用此月台 只有部分列車使用2號月台 |
| 4    | 吳線     | 上行   | 吳、竹原方向           |                                                            |
| 5    | 吳線     | 下行   | 廣島、宮島口、岩國方向 | 從吳線吳方向的列車                                         |

山陽本線的上行貨運列車會使用2號月台通過。5號月台外側設有1條側線，均可向廣島方向和吳方向出發。曾經此站設有分支點向南邊分支，連接陸上自衛隊海田市駐屯地，為專用線。
閘口從前是卷動字幕式出發列車顯示牌，現時更新為LED式出發列車顯示牌。在2017年9月再次翻新LED式出發列車顯示牌，並在閘內加設出發列車顯示牌。當有列車進站（或通過）時，會播放進站音樂。在無障礙工程完成為，開始播放簡易廣播。在2012年3月起至今，更新為播放詳細廣播。
另外，此站正在計劃進行廣島市東部地區連續立體化項目。此站都會把第1層為閘口，第2層為山陽本線月台，第3層為吳線月台，並成為2面4線的月台。在整個項目中，此站與附近的工程為第II期，在這之前先行把向洋站周邊高架化，隨後才在此站開始進行工程。

## 使用狀況
- 以下數據是來自廣島市統計書與廣島縣統計年鑑。

| 年度                | 1日平均 乘車人次 |
| ------------------- | ---------------- |
| 1984年（昭和59年）  | 6,832            |
| 1985年（昭和60年）  | 7,164            |
| 1986年（昭和61年）  | 7,358            |
| 1987年（昭和62年）  | 8,359            |
| 1988年（昭和63年）  | 8,725            |
| 1989年（平成 元年） | 8,865            |
| 1990年（平成02年）  | 9,380            |
| 1991年（平成03年）  | 9,745            |
| 1992年（平成04年）  | 10,011           |
| 1993年（平成05年）  | 10,225           |
| 1994年（平成06年）  | 10,121           |
| 1995年（平成07年）  | 10,000           |
| 1996年（平成08年）  | 9,889            |
| 1997年（平成09年）  | 9,518            |
| 1998年（平成10年）  | 9,270            |
| 1999年（平成11年）  | 9,326            |
| 2000年（平成12年）  | 9,272            |
| 2001年（平成13年）  | 9,068            |
| 2002年（平成14年）  | 8,987            |
| 2003年（平成15年）  | 9,154            |
| 2004年（平成16年）  | 9,328            |
| 2005年（平成17年）  | 9,273            |
| 2006年（平成18年）  | 9,326            |
| 2007年（平成19年）  | 9,339            |
| 2008年（平成20年）  | 9,199            |
| 2009年（平成21年）  | 8,819            |
| 2010年（平成22年）  | 8,874            |
| 2011年（平成23年）  | 9,019            |
| 2012年（平成24年）  | 9,174            |
| 2013年（平成25年）  | 9,234            |
| 2014年（平成26年）  | 9,164            |
| 2015年（平成27年）  | 9,560            |
| 2016年（平成28年）  | 9,647            |
| 2017年（平成29年）  | 9,879            |

乘車人次圖表

## 車站周邊
「海田」的名稱，顧名思義是位於海邊一帶的田地，在山與海之間的狹窄地形。以海田市為中心，西邊為廣寬的廣島平原，東邊為「瀨野八」（瀨野站至八本松站），是在西日本中最長和最大坡道，前往山區地區。

### 南出口
- 縣道164號廣島海田線（舊國道2號）
- 廣電巴士（日语：広電バス） 熊野線（日语：広電バス#東方面）　海田市站入口巴士站
- 藝陽巴士（日语：芸陽バス）、海田町循環巴士（日语：海田町町内循環コミュニティバス） 畑賀（舊道）線、安藝南線　海田市站巴士站
- Hand大廈（設有多間醫療機構在內）
- 個別指導塾標準
- 安藝農協會館（Sunpia安芸）
- 向日葵大橋[注 4]
- 海田稅務署
- 廣島縣海田警署（日语：海田警察署）
- 廣島市安藝消防署
- 廣島銀行海田分店
- 紅葉銀行海田分店
- 廣島縣信用組合（日语：広島県信用組合）海田分店
- 信用組合廣島商銀（日语：信用組合広島商銀）海田分店
- 海田城市酒店
- 廣島福利専門學校
- 廣島生活福利專門學校
- 廣島縣立海田高等學校（日语：広島県立海田高等学校）
- 松石醫院
- 安藝區公所[注 5]
- 安藝區民文化中心
- 廣島市立安藝區圖書館（日语：広島市立安芸区図書館）
- 生協（日语：生協）廣島Coop船越店
- MaxValu（日语：マックスバリュ）海田店 (舊AEON海田店（日语：イオン海田店）遺址)

### 北出口
- 海田警署海田市站前崗亭
- 藝陽巴士、海田町循環巴士 海田市站北出口巴士站
- 廣島市立船越小學（海田町內4間小學均接近海田市站）
- 海田町公所
- 熊野神社
- 海田町保健中心
- 海田公民館
- 海田中店郵局
- 大師寺
- 龍洞幼兒園
- 明光幼兒園
- 廣島市信用組合（日语：広島市信用組合）海田分店
- 廣島縣重要文化財產「千葉家書院」
- 廣島市指定歷史遺蹟新宮古墳船越四丁目：橫穴式石室
- Wants船越店
- 船越公民館

## 相鄰車站
西日本旅客鐵道
 山陽本線
■快速「城市快車」（只有星期六及假日下行班次）、■快速「通勤快車」（只有平日早上下行班次）
八本松→海田市→廣島
■普通
安藝中野－海田市－向洋
 吳線（海田市站至廣島站之間為山陽本線）
■快速「通勤快車」
通過
■快速「安藝路快車」
矢野－海田市－廣島
■普通
矢野－海田市－廣島

## 注腳

## 外部連結
- 海田市｜車站資訊：JR出門網 - 西日本旅客鐵道